# خودکشی به‌دست پلیس

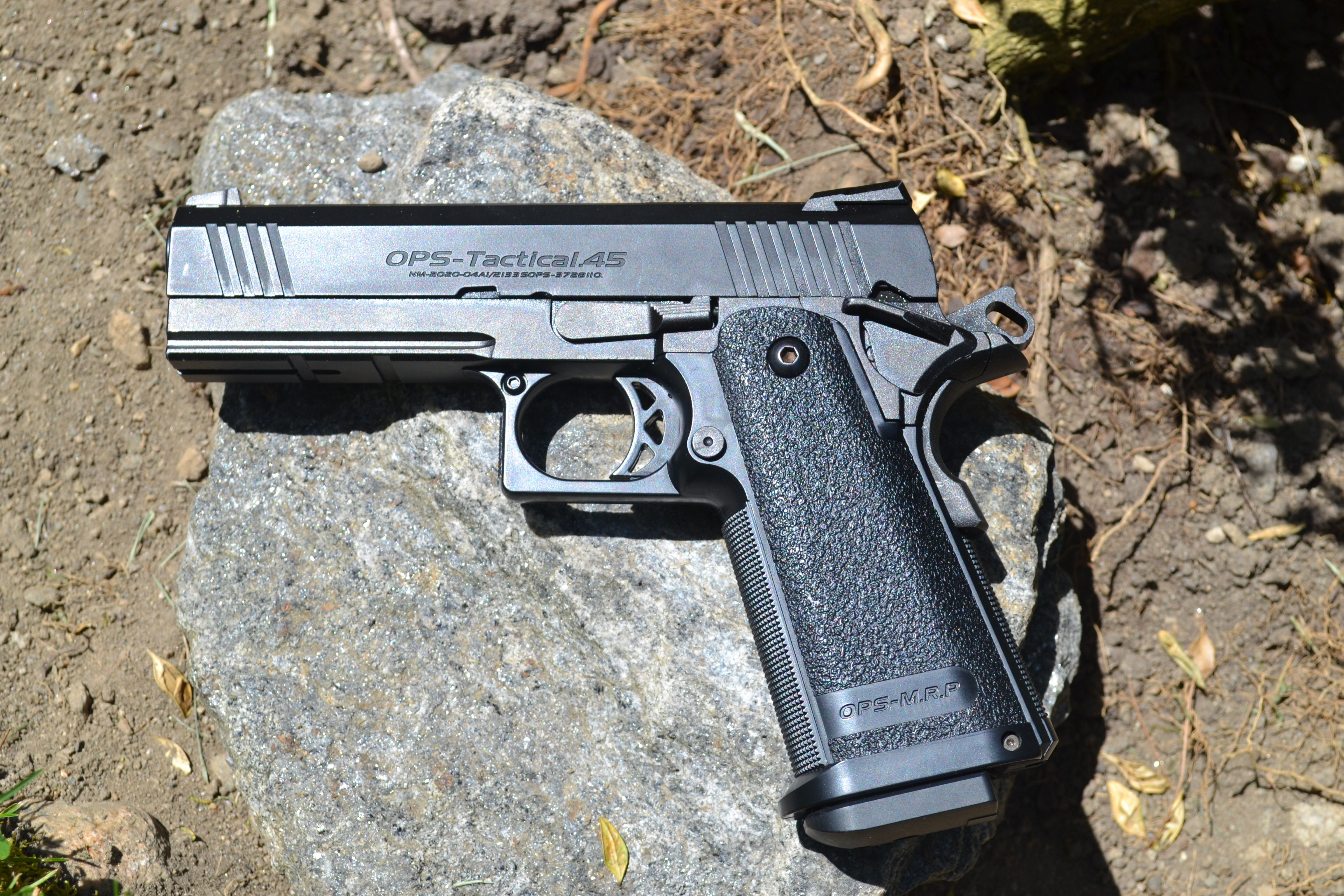
یک ایرسافت قلابی که عموماً از اسلحه واقعی قابل تشخیص دادن نیست.

خودکشی به‌دست پلیس (به انگلیسی: Suicide by cop) نوعی خودکشی است که یک نفر عمداً به‌طور تهدیدکننده‌ای عمل می‌کند تا مأمور پلیس به او شلیک کند تا کشته شود. ایده آن بر مبنای تمرینات پلیس در خصوص استفاده از قوه کشنده است. همه این مفهوم به وضع ذهن شخص و خواسته او برای پایان دادن زندگی اش ربط دارد. بسیاری از برنامه‌های آموزش پلیس بخشی برای مقابله با این موضوع ایجاد کردند. نتیجه این اتفاق معمولاً برای پلیس هم نامطلوب است.

## نمونه‌ها
- در کشتار آرامونا که در ۱۳ نوامبر ۱۹۹۰ در نیوزیلند اتفاق افتاد، پلیس مظنونی را در حالی که از سقف خانه‌اش پایین می‌آمد و شلیک می‌کرد، کشت.[۱]
- در ژوئن ۲۰۱۵ ترپیر هامونز ۲۱ ساله قصد خود مبنی بر خودکشی به دست پلیس را در صفحه فیس‌بوکش نوشت. او با ۱-۱-۹ تماس گرفت و گفت که مردی را دیده که دارد با اسلحه‌ای رفتار نامناسب می‌کند. او سپس به پلیسی که تماسش را دریافت کرده بود شلیک کرده و او را کشت. افسر پلیس بعدی که به صحنه آمد هامونز را مورد اصابت گلوله قرار داد و کشت.[۲]
- در دسامبر ۲۰۰۸ تایلر کسیدی ۱۵ ساله توسط سه افسر پلیس که آن‌ها را با دو قمه تهدید کرده بود مورد اصابت گلوله قرار گرفت و کشته شد. وی همچنین از آن‌ها خواسته بود که به او شلیک کنند.[۳]